# Jeong Su-nam
Jeong Su-nam (koreanisch 정수남; * 6. Juni 1996) ist eine südkoreanische Tennisspielerin.

## Karriere
Jeong gewann bisher sieben Einzel- und einen Doppeltitel auf Turnieren des ITF Women’s Circuit.
2016 trat sie bei der Dunlop Srixon World Challenge im Dameneinzel an, verlor aber bereits in der ersten Runde gegen Yūki Tanaka mit 3:6 und 2:6. Ihren ersten Auftritt auf der WTA Tour hatte sie in der Qualifikation zu den KEB Hana Bank • Incheon Airport Korea Open, wo sie aber bereits in der ersten Qualifikationsrunde gegen Anna Morgina mit 3:6 und 6:72 ausschied. Im Hauptfeld des Doppels startete sie zusammen mit Park Sang-hee mit einer Wildcard. Die beiden verloren aber ihr Auftaktmatch gegen Han Na-lae und Jang Su-jeong mit 3:6 und 4:6. Bei den Asienspielen 2018 erreichte sie im Dameneinzel mit einem 6:0- und 6:0-Sieg über Sadal Sadeghvaziri die zweite Runde, verlor dann aber gegen Wang Qiang mit 4:6 und 1:6. Im September 2018 trat sie dann mit einer Wildcard abermals bei der Qualifikation zu den KEB Hana Bank Korea Open an, verlor aber wiederum bereits in der ersten Runde gegen Warwara Flink mit 2:6, 6:3 und 0:6.
2018 trat sie erstmals für die südkoreanische Fed-Cup-Mannschaft an; ihre Fed-Cup-Bilanz weist bislang drei Siege bei drei Niederlagen aus.

## Turniersiege

### Einzel
| Nr. | Datum             | Turnier  | Kategorie   | Belag     | Finalgegnerin    | Ergebnis      |
| --- | ----------------- | -------- | ----------- | --------- | ---------------- | ------------- |
| 1.  | 29. Mai 2016      | Incheon  | ITF $25.000 | Hartplatz | Han Na-lae       | 6:4, 4:6, 6:4 |
| 2.  | 3. Juli 2016      | Gimcheon | ITF $10.000 | Hartplatz | Hanna Chang      | 4:6, 6:2, 6:3 |
| 3.  | 4. Juni 2017      | Sangju   | ITF $15.000 | Hartplatz | Choi Ji-hee      | 6:2, 6:3      |
| 4.  | 11. Juni 2017     | Gimcheon | ITF $15.000 | Hartplatz | Choi Ji-hee      | 6:3, 3:6, 6:2 |
| 5.  | 18. Juni 2017     | Gimcheon | ITF $15.000 | Hartplatz | Han Sung-hee     | 6:3, 6:1      |
| 6.  | 9. September 2018 | Yeongwol | ITF $15.000 | Hartplatz | Lee So-ra        | 6:2, 6:1      |
| 7.  | 4. September 2022 | Yeongwol | ITF W15     | Hartplatz | Clara Vlasselaer | 6:4, 6:1      |

### Doppel
| Nr. | Datum           | Turnier  | Kategorie | Belag     | Partnerin | Finalgegnerinnen        | Ergebnis |
| --- | --------------- | -------- | --------- | --------- | --------- | ----------------------- | -------- |
| 1.  | 31. August 2019 | Yeongwol | ITF W15   | Hartplatz | Kim Na-ri | Rina Saigō Yukina Saigō | 6:4, 6:3 |